# Cottévrard
Cottévrard ist eine französische Gemeinde mit 474 Einwohnern (Stand: 1. Januar 2022) im Département Seine-Maritime in der Region Normandie; sie gehört zum Arrondissement Rouen und ist Teil des Kantons Neufchâtel-en-Bray (bis 2015: Kanton Bellencombre). 

## Geographie
Cottévrard liegt etwa 23 Kilometer nordnordöstlich von Rouen in der Landschaft Pays de Bray und etwa 33 Kilometer südsüdöstlich von Dieppe. Umgeben wird Cottévrard von den Nachbargemeinden Beaumont-le-Hareng im Norden, Saint-Saëns im Nordosten, Bosc-Bérenger im Osten, Critot im Südosten, Esteville im Süden, Bosc-le-Hard im Westen und Südwesten sowie Grigneuseville im Westen und Nordwesten.

## Bevölkerungsentwicklung
| Jahr                       | 1962 | 1968 | 1975 | 1982 | 1990 | 1999 | 2006 | 2017 |
| Einwohner                  | 241  | 219  | 219  | 291  | 358  | 339  | 369  | 470  |
| Quellen: Cassini und INSEE |      |      |      |      |      |      |      |      |

## Sehenswürdigkeiten

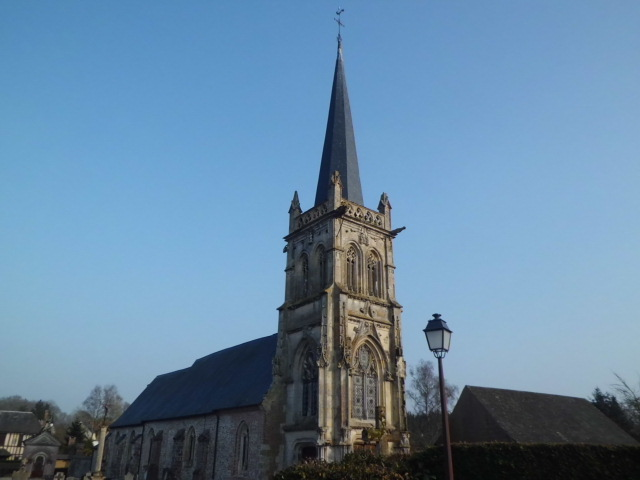
Kirche Saint-Martin
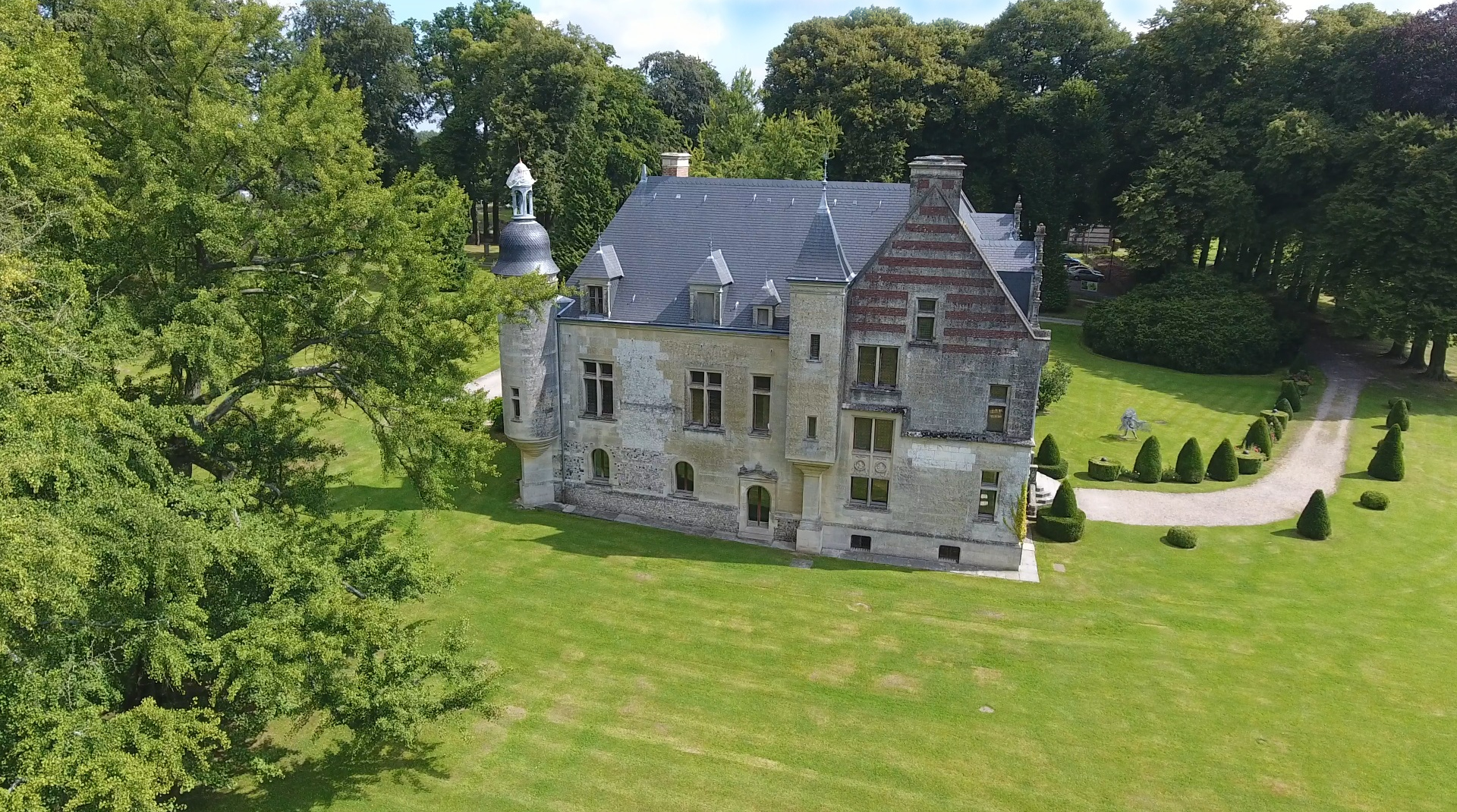
Schloss Gromesnil

- Kirche Saint-Martin
- Schloss Gromesnil